# Ministerio de Antigüedades (Egipto)

## Historia
El ministerio se creó a raíz del Consejo Supremo de Antigüedades en 2011 durante el gobierno del Presidente Hosni Mubarak para mejorar la seguridad y acabar con el robo de antigüedades egipcias.
Con el paso del tiempo, miles de antigüedades robadas han regresado a Egipto. A finales de 2016, el ministerio recuperó dos lámparas de cuatro de la era islámica, que habían sido robadas en 2015.
A raíz de la pandemia por COVID-19, el ministerio realizó una iniciativa que permitía visitar virtualmente algunos importantes museos y yacimientos del país, bajo el lema: "Vive Egipto desde casa. Quédate en casa. Mantente a salvo".

## Ministros
- Zahi Hawass 31 de enero de 2011 – 17 de julio de 2011[4][5][6]
- Mamdouh el-Damaty 16 de junio de 2014 - 23 de marzo de 2016[7][8]
- Khaled El-Anany desde el 23 de marzo de 2016[9]